# Fiodor Dudinski
Fiodor Fiodorowicz Dudinski, ros. Фёдор Фёдорович Дудинский, w Polsce także jako Fiodor Dudziński (ur. 15 października 1904 w Siedlcach (według innych źródeł w Radomiu ), zm. 8 czerwca 1973 w Mińsku ) – rosyjski wojskowy, radziecki generał major artylerii, w Wojsku Polskim generał brygady.

## Życiorys
Był synem Fiodora, pułkownika armii rosyjskiej, zmarłego w 1923 – w tym roku zmarła również jego matka. Uczęszczał do gimnazjum w Nieżynie, po ukończeniu szóstej klasy podjął w kwietniu 1919 pracę w tamtejszej cukrowni jako robotnik, jednocześnie brał udział w walkach z wojskiem atamana Machnio. W październiku 1920 przeniósł się do Zarządu Miejskiego w Nieżynie, gdzie do października 1923 był odbiorcą artykułów żywnościowych, a do kwietnia 1923 – buchalterem. Według innych źródeł od jesieni 1919 pełnił służbę w batalionie Oddziałów Specjalnego Przeznaczenia (ros. ЧОН) przy ujazdowym komisariacie wojskowym, a w kwietniu 1920 wstąpił jako ochotnik do Armii Czerwonej i został pisarzem sztabu 9 pułku łączności .
W kwietniu 1923 jako ochotnik wstąpił do służby w Armii Czerwonej i został wcielony w stopniu kanoniera do 9 pułku artylerii w Briańsku, po czym we wrześniu skierowany do Kijowskiej Szkoły Artylerii , a po jej ukończeniu we wrześniu 1927 został skierowany do Białoruskiego Okręgu Wojskowego i wyznaczony na dowódcę plutonu artylerii 2 Samodzielnej Baterii Artylerii (według innych źródeł najpierw był dowódcą plutonu w 4 pułku artylerii, a od listopada w 2 SBA ). Następnie od października 1928 (według innych źródeł od września 1928 ) pełnił służbę na tym samym stanowisku w 7 Brygadzie Artylerii, a od września 1929 – na stanowisku dowódcy baterii tej brygady.
Po ukończeniu w 1930 Kursu Doskonalenia Dowódców Artylerii w marcu 1931 został wyznaczony na stanowisko szefa łączności, a w lutym 1933 – dowódcy dywizjonu artylerii 7 Brygady Artylerii. W styczniu 1935 został zastępcą szefa Oddziału I Departamentu Artylerii w sztabie okręgu wojskowego. Według innych źródeł od stycznia 1935 był komendantem szkoły młodszej kadry dowódczej 100 Pułku Artyleryjskiego Białoruskiego Okręgu Wojskowego, a od listopada 1935 szefem Oddziału 4 Wydziału Artylerii Sztabu Uralskiego Okręgu Wojskowego .
W marcu 1938 powraca do służby liniowej, najpierw na stanowisko szefa sztabu 492 pułku artylerii haubic, a od stycznia 1940 – dowódcy tegoż pułku (według innych źródeł od marca 1938 faktycznie był szefem sztabu, jednakże 85 pułku artylerii haubic 85 Dywizji Strzeleckiej ). W kwietniu 1941 został przeniesiony na takie samo stanowisko do 57 pułku artylerii haubic. Według innych źródeł w kwietniu 1940 został szefem sztabu 291 pułku artylerii haubic Zabajkalskiego Okręgu Wojskowego, w marcu 1941 – zastępcą dowódcy 57 pułku artylerii haubic 57 Dywizji Pancernej w Moskiewskim Okręgu Wojskowym, a od maja 1941 pełnił obowiązki (p.o.) dowódcy tegoż pułku .
W walkach obronnych po ataku Niemiec na ZSRR w 1941 był dwukrotnie lekko ranny. Od połowy lipca 1941 dowodzony przez niego 57 pułk artylerii haubic w składzie 57 DPanc. uczestniczył w walkach pod Smoleńskiem, będąc podporządkowany najpierw 16, następnie 20 Armii; trzykrotnie – w sierpniu, wrześniu i październiku – razem z dywizją był w okrążeniu, jednakże za każdym razem udawało mu się przerwać okrążenie, głównie dzięki umiejętnemu dowodzeniu przez Dudunskiego (charakterystyka sporządzona przez dowódcę dywizji płka Wasilija Miszulina, Bohatera Związku Radzieckiego) .
Od października 1941 był szefem artylerii 112 Dywizji Zmechanizowanej, która uczestniczyła w operacji wiaziemskiej, a w listopadzie tegoż roku został szefem artylerii 129 Dywizji Zmechanizowanej, wziął udział w obronie Moskwy na kierunku istryńskim i zwienigorodskim. W grudniu 1941 został przeniesiony na stanowisko szefa sztabu artylerii 49 Armii Frontu Zachodniego, uczestnicząc w kontrnatarciach i atakach od Sierpuchowa do Jużniewa, następnie do marca 1943 zajmując pozycje obronne na rubieży rzek Ugra i Riessa. Od kwietnia 1943 był szefem sztabu 2 Artyleryjskiego Korpusu Przerwania Rezerwy Najwyższego Głównego Dowództwa, formowanego w Moskiewskim Artyleryjskim Centrum Szkoleniowym Moskiewskiego Okręgu Wojskowego w mieście Kołomna. Od lipca do października tegoż roku korpus w skkładzie Frontu Briańskiego uczestniczył w orłowskiej operacji zaczepnej, następnie wspierał wojska frontu Nadbałtyckiego (potem 2 Nadbałtyckiego w casie natarcia na kierunku niewielskim i witebsko-połockim. Od stycznia do lutego 1944 w czasie operacji leningradzko-nowogrodzkiej oddziały korpusu wspierały ogniem natarcia wojsk frontu w rejonie Nowosokolnik, powstrzymując 16 Armię i nie dopuszczając do jej przedarcia się pod Leningrad i Nowogród. Od 18 lutego do 9 marca i od 25 maja do 5 lipca 1944 pełnił obowiązki (p.o.) dowódcy 2 Korpusu .
We wrześniu 1944 jako pułkownik skierowany do służby w Wojsku Polskim obejmuje stanowisko szefa sztabu Dowództwa Artylerii WP. Zabezpieczał działania artylerii 1 Armii WP w operacjach zaczepnych wyzwolenia Warszawy, przełamania Wału pomorskiego, operacji wschodniopruskiej i wiślano-odrzańskiej . W dniu 11 listopada 1944 otrzymuje stopień generała brygady(uchwała Krajowej Rady Narodowej z dnia 3 listopada 1944 w dzienniku personalnym nr 20 z 4 listopada 1944).
1 marca 1946 zostaje szefem Inspektoratu Artylerii WP, następnie szefem Sztabu Głównego Inspektoratu Artylerii WP. Na tym stanowisku 31 sierpnia 1946 zakończył służbę w Wojsku Polskim i powrócił do ZSRR.
W grudniu 1946 został szefem sztabu 8 Korpusu Artylerii Rezerwy Najwyższego Głównego Dowództwa w Zakarpackim Okręgu Wojskowym. Od stycznia 1950 pozostawał w dyspozycji dowódcy artylerii Sił Zbrojnych, następnie w kwietniu objął dowództwo artylerii 9 Gwardyjskiego Korpusu Strzeleckiego.
W 1953 ukończył Wyższe Akademickie Kursy Artyleryjskie przy Wojskowej Inżynieryjnej Akademii Artyleryjskiej im. F.E. Dzierżyńskiego.
W styczniu 1956 objął dowodzenie artylerią 5 Gwardyjskiej Armii Zmechanizowanej (od lipca 1957 – 5 Gwardyjska Armia Pancerna) w Białoruskim Okręgu Wojskowym, następnie od stycznia 1959 był zastępcą dowódcy artylerii (od grudnia 1960 – zastępcą szefa wojsk rakietowych i artylerii) tego okręgu.
W 1960 powtórnie ukończył Wyższe Akademickie Kursy Artyleryjskie. Od grudnia 1961 był w dyspozycji dowódcy Wojsk Lądowych, w marcu 1962 został zwolniony do rezerwy .
Znał język polski. Mieszkał w Kańsku w Kraju Krasnojarskim. Żona Anastazja (ur. w 1906), syn Edward (ur. w 1933), córka Walentyna (ur. w 1937).

## Ordery i odznaczenia
- Medal „Za wyzwolenie Warszawy”[4]
- Order Lenina[2]
- Order Czerwonego Sztandaru – czterokrotnie[2]
- Order Wojny Ojczyźnianej I klasy[4]
- Order Aleksandra Newskiego[2] [4]
- Order Wojny Ojczyźnianej I klasy[4]
- Medal „Za obronę Moskwy”[4]
- Medal „Za zwycięstwo nad Niemcami w Wielkiej Wojnie Ojczyźnianej 1941–1945”[4]

- Krzyż Komandorski Orderu Odrodzenia Polski (1945)[4]
- Order Krzyża Grunwaldu III klasy (1945)[4][5]
- Złoty Krzyż Zasługi (1954)[4]